# Scytodes blanda
Scytodes blanda är en spindelart som beskrevs av Bryant 1940. Scytodes blanda ingår i släktet Scytodes och familjen spottspindlar.
Artens utbredningsområde är Kuba. Inga underarter finns listade i Catalogue of Life.